# 베네수엘라부드러운털가시쥐
베네수엘라부드러운털가시쥐 또는 대식가올랄라쥐(Olallamys edax)는 가시쥐과에 속하는 남아메리카 설치류이다. 콜롬비아와 베네수엘라에서 발견된다. 자연 서식지는 아열대 또는 열대 습윤 저지대 숲이다. 서식지 감소로 위협을 받고 있다.